# Abadia territorial de Montevergine
L'abadia territorial de Montevergine (italià: abbazia territoriale di Montevergine; llatí: Abbatia Territorialis Montisvirginis) és una seu de l'Església catòlica, sufragània de l'arquebisbat de Benevent, que pertany a la regió eclesiàstica Campània. El 2013 tenia 232 batejats d'un total de 232 habitants. Actualment està regida per l'abat Riccardo Luca Guariglia, O.S.B.

## Història
L'abadia va ser erigida en 1126 per Sant Guillem de Vercelli
Amb un breu del 8 d'agost de 1879 el Papa Lleó XIII va sancionar l'exempció de l'abadia de qualsevol jurisdicció episcopal.
Se sap que dins de l'abadia de Montevergine s'amagà en secret entre 1939 i 1946 el Sant Sudari de Torí. Per un acord entre el rei Víctor Manuel III d'Itàlia i el Papa Pius XII, la relíquia va ser traslladada al santuari, tant per protegir-la dels bombardejos, com per ocultar-la a Adolf Hitler, qui n'estava obsessionat i la volia robar.
El 15 de maig de 2005, en virtut del Decret Montisvirginis venerabilis Abbatia de la Congregació per als Bisbes, va cedir les 9 parròquies del seu territori a la diòcesi d'Avellino. A partir d'aquell moment el territori de l'abadia consisteix en el santuari de la Mare de Déu i el cenobi annex de Montevergine i de la casa abacial de Loreto de la mateixa comunitat monàstica a la ciutat de Mercogliano.
En 2006 l'abat Tarcisio Giovanni Nazzaro va renunciar a causa dels profunds problemes financers que van sacsejar a l'administració del santuari.

## La processó delsfemminielli
En 1256 la llegenda narra que dos joves homosexuals del lloc van ser descoberts en actitud íntima. Lligats a un arbre al bosc, van ser abandonats i deixats a morir de fam i set. Va ser la Verge Negre, presa per la compassió, qui va fer e el miracle, alliberant-los. A partir de llavors, el 2 de febrer, el dia de la Candelera, que se celebra una processó els protagonistes són els femminielli, que venen de tot arreu del Mezzogiorno en honor de la Mare de Déu Schiavona de Montevergine.

## Cronologia dels abats ordinaris
- Vittore Maria Corvaia, O.S.B. † (18 de gener de 1884 - 12 de juliol de 1908 renuncià)
- Carlo Gregorio Maria Grasso, O.S.B. † (de setembre de 1908 - 7 d'abril de 1915 nomenat arquebisbe de Salern)
- Giuseppe Ramiro Marcone, O.S.B. † (11 de març de 1918 - 1952 mort)
- Anselmo Ludovico Tranfaglia, O.S.B. † (17 de desembre de 1952 - 1968 mort)
  - Bruno Roberto D'Amore, O.S.B. † (31 d'agost de 1968 - 1975 mort) (administrador apostòlic nomenat abat)
- Tommaso Agostino Gubitosa, O.S.B. † (15 d'octubre de 1979 - 1989 mort)
- Francesco Pio Tamburrino, O.S.B. (29 de novembre de 1989 - 14 de febrer de 1998 nomenat bisbe de Teggiano-Policastro)
- Tarcisio Giovanni Nazzaro, O.S.B. (24 de juny de 1998 - 15 de novembre de 2006 renuncià)
  - Beda Umberto Paluzzi, O.S.B. (15 de novembre de 2006 - 18 d'abril de 2009 nomenat abat) (administrador apostòlic)
- Beda Umberto Paluzzi, O.S.B. (18 d'abril de 2009 - 18 d'abril de 2014 renuncià)
- Riccardo Luca Guariglia, O.S.B., des del 20 de setembre de 2014

## Estadístiques
A finals del 2013, la diòcesi tenia 232 batejats sobre una població de 232 persones, equivalent 100,0% del total.
| any  | població | població | població | sacerdots | sacerdots       | sacerdots       | sacerdots             | diaques | religiosos | religiosos | parroquies |
| ---- | -------- | -------- | -------- | --------- | --------------- | --------------- | --------------------- | ------- | ---------- | ---------- | ---------- |
| any  | batejats | total    | %        | total     | clergat secular | clergat regular | batejats por sacerdot | diaques | homes      | dones      |            |
| 1950 | 9.607    | 9.607    | 100,0    | 53        | 18              | 35              | 181                   |         | 56         | 54         | 10         |
| 1970 | 9.980    | 9.990    | 99,9     | 45        | 12              | 33              | 221                   |         | 34         | 57         | 10         |
| 1980 | 9.000    | 9.010    | 99,9     | 35        | 10              | 25              | 257                   |         | 34         | 61         | 8          |
| 1990 | 9.902    | 9.912    | 99,9     | 31        | 8               | 23              | 319                   |         | 31         | 56         | 8          |
| 1998 | 13.948   | 14.098   | 98,9     | 23        | 9               | 14              | 606                   |         | 24         | 32         | 8          |
| 1999 | 14.800   | 15.000   | 98,7     | 24        | 11              | 13              | 616                   |         | 22         | 30         | 9          |
| 2000 | 15.400   | 15.573   | 98,9     | 21        | 9               | 12              | 733                   |         | 21         | 27         | 9          |
| 2001 | 15.000   | 15.500   | 96,8     | 19        | 9               | 10              | 789                   |         | 19         | 26         | 9          |
| 2002 | 15.000   | 15.500   | 96,8     | 20        | 11              | 9               | 750                   |         | 17         | 25         | 9          |
| 2003 | 15.000   | 15.600   | 96,2     | 22        | 14              | 8               | 681                   | 1       | 11         | 19         | 9          |
| 2004 | 15.800   | 16.000   | 98,8     | 22        | 12              | 10              | 718                   |         | 12         | 26         | 9          |
| 2007 | 16.500   | 17.280   | 95,5     | 16        | 8               | 8               | 1031                  |         | 14         | 15         | 1          |
| 2013 | 232      | 232      | 100,0    | 12        | 3               | 9               | 19                    |         | 23         | 4          | 1          |